# 지마린서비스
지마린서비스(영어: G-Marine Service)는 대한민국의 기업으로, 현대글로비스의 자동차 운반선들과 그밖의 선박들을 주력으로 관리하는 선박관리회사이다.

## 연혁
- 2006년 9월 - 한진에스엠 독립법인 설립
- 2010년 5월 - 선박대리점 선용품공급사 한운상사 설립
- 2012년 9월 - 필리핀 선원인력공급법인 H.Ocean Manila 설립
- 2014년 12월 - 유수에스엠으로 사명 변경
- 2017년 9월 - 지마린서비스로 사명 변경

## 같이 보기
- 선박
- 자동차